# Graf (Familienname)
Graf ist ein deutscher Familienname.

## Häufigkeit
Graf ist der 18. häufigste Familienname in der Schweiz (Stand: 2022).

## Namensträger

### A
- Adolf Graf (Übersetzer) (Adolf Eduard Graf; 1881–1962), deutsch-baltischer Sprachwissenschaftler und Übersetzer
- Adolf Graf (Kirchenmusiker) (1899–1978), deutscher Kirchenmusiker
- Adolf Graf (Politiker) (1913–1998), deutscher Jurist, Verwaltungsbeamter und Politiker (FDP)
- Albert Graf (Rennrodler) (* 1955), österreichischer Rennrodler
- Albert Graf-Bourquin (1909–2001), Schweizer Verleger, Kunstsammler und -mäzen
- Alesia Graf (1980–2024), belarussische Boxerin
- Alexander Graf (Architekt) (1856–1931) österreichischer Architekt
- Alexander Graf (Schachspieler) (* 1962), deutscher Schachspieler
- Alexander Graf (Slawist) (* 1970), österreichischer Slawist, Literaturwissenschaftler und Hochschullehrer
- Alfred Graf (Maler, 1879) (1879–1957), Schweizer Maler
- Alfred Graf (Autor) (1883–1960), deutsch-amerikanischer Schriftsteller und Journalist
- Alfred Graf (Maler, 1958) (* 1958), österreichischer Maler und Fotograf
- Alfred Byrd Graf (1901–2001), deutsch-amerikanischer Botaniker
- Alice Graf (* zwischen 1930 und 1935), deutsch-österreichische Filmschauspielerin
- Alice Suter-Graf (1902–1992), Schweizer Organistin
- Andreas Graf (Politiker) (1864–1920), württembergischer Gutsbesitzer und Landtagsabgeordneter
- Andreas Graf (Literaturwissenschaftler) (* 1958), deutscher Literaturwissenschaftler, Publizist und Lyriker
- Andreas Graf (Radsportler) (* 1985), österreichischer Radrennfahrer
- Andreas Christoph Graf (1701–1776), deutscher Lehrer und Autor
- Andreas G. Graf (1952–2013), deutscher Historiker und Geschichtsredakteur
- Angelika Graf (* 1947), deutsche Politikerin (SPD)
- Anneliese Knoop-Graf (1921–2009), deutsche Lehrerin und Publizistin
- Anton Graf (Theologe) (1811–1867), deutscher Theologe und Hochschullehrer
- Anton Graf (Geophysiker) (1901–1981), deutscher Geophysiker und Hochschullehrer
- Antonie Graf (1845–1929), österreichische Schriftstellerin
- Arndt Graf (* 1964), deutscher Südostasienwissenschaftler, Sprachwissenschaftler und Hochschullehrer
- Arthur Graf (Verleger) (?–1963), deutscher Verleger
- Arthur Graf (Kaufmann) (1923–1979), Schweizer Kaufmann und Wirtschaftsmanager
- Artur Graf (1911–1989), deutscher Maler
- Arturo Graf (1848–1913), italienischer Dichter
- August Graf (1898/1899–1970), Schweizer Turnpädagoge und Maler

### B
- Beat Graf (1933–2015), Schweizer Politiker (CVP)
- Béatrice Graf (* 1964), Schweizer Jazzmusikerin
- Benno Graf (1908–1977), deutscher Politiker (CSU, DP)
- Bernadette Graf (* 1992), österreichische Judoka
- Bernd Graf (Heimatforscher) (* 1955), deutscher Heimatforscher
- Bernd Heinrich Graf (* 1970), deutscher Sänger, siehe Der Graf (Sänger)
- Bernhard Graf (Politiker) (1825–1875), Schweizer Politiker und Richter
- Bernhard Graf (Museologe) (* 1953), deutscher Museumswissenschaftler
- Bernhard Graf (Mediziner) (* 1960), deutscher Anästhesist und Hochschullehrer
- Bernhard Graf (Kunsthistoriker) (* 1962), deutscher Kunsthistoriker und Dokumentarfilmer
- Bernhard Graf (Skirennläufer) (* 1988), österreichischer Skirennläufer
- Bob Graf (1927–1981), US-amerikanischer Saxophonist

### C
- Cäcilie Graf-Pfaff (1862–1939), deutsche Malerin und Grafikerin des Naturalismus
- Carl Graf (Mediziner) (1801–1883), Mediziner und Obermedizinalrat in München
- Carl Graf (Politiker) (1820–1897), deutscher Jurist und Politiker, Landtagsabgeordneter Waldeck
- Carl Kraft-Graf (1883–1941), Schweizer Industriemanager
- Carl Bernhard Graf (1926–1968), Schweizer Grafiker
- Charly Graf (* 1951), deutscher Boxer
- Christian Graf (Politiker) (1821–1898), Schweizer Arzt und Politiker
- Christian Graf (Rundfunkjournalist) (* 1953), deutscher Rundfunkjournalist
- Christian Graf (Fussballspieler) (* 1957), Schweizer Fußballspieler
- Christian Graf (Schachspieler) (* 1961), deutscher Fernschachspieler
- Christian Graf (Schauspieler) (* 1978), österreichischer Schauspieler und Musicaldarsteller
- Christian Ernst Graf (1723–1804), deutsch-niederländischer Komponist
- Christina Graf (Chemikerin) (* 1971), deutsche Chemikerin und Hochschullehrerin
- Christina Graf (* 1985), deutsche Fußballspielerin und Sportreporterin
- Christine Graf (* 1967), deutsche Sportmedizinerin, Sportwissenschaftlerin und Hochschullehrerin, siehe Christine Joisten
- Christoph Graf (Historiker) (* 1944), Schweizer Historiker und Archivar
- Christoph Graf (Offizier) (* 1961), Schweizer Oberst
- Christoph Graf (Leichtathlet) (* 1993), Schweizer Mittel- und Langstreckenläufer
- Clara-Maria Graf (* 1987), deutsche Schauspielerin, Künstlername von Katherine Brand
- Claudius Graf-Schelling (1950–2019), Schweizer Politiker (SP)
- Conrad Graf (Mediziner), deutscher Mediziner
- Conrad Graf (1782–1851), deutscher Klavierbauer
- Crystel Graf (* 1985), Schweizer Politikerin, Staatsrätin Neuenburg

### D
- Daniel Graf (Netzaktivist) (* 1973), Schweizer Netzaktivist
- Daniel Graf (Fußballspieler) (* 1977), deutscher Fußballspieler
- Daniel Graf (Biathlet) (* 1981), deutscher Biathlet
- Daniel Graf (Grasskiläufer) (* 1984), Schweizer Grasskiläufer
- Daniela Graf (* 1982), deutsche Boxsportlerin im Kick- und Thaiboxen
- Danielle Graf (* 1978), deutsche Autorin
- David Graf (Schauspieler) (1950–2001), US-amerikanischer Schauspieler
- David Graf (Boxer) (* 1989), deutscher Boxer
- David Graf (Radsportler) (* 1989), Schweizer BMX- und Mountainbikefahrer
- David Graf (American Football) (* 1998), deutscher American-Football-Spieler
- Diogo Graf (1896–1966), Schweizer Maler, Kunsterzieher und Lehrer
- Dittmar Graf (* 1955), deutscher Biologe
- Dominik Graf (* 1952), deutscher Filmregisseur

### E
- Edgar Graf (1907–1966), Schweizer Lehrer, Schriftsteller, Komponist und Zeichner
- Edith Graf-Litscher (* 1964), Schweizer Politikerin (SP)
- Eduard Graf (Mediziner) (1829–1895), deutscher Mediziner und Politiker
- Eduard Graf (Jurist), Jurist und Autor
- Eduard Graf (Unternehmer) (1845–1918), Schweizer Brauereiunternehmer
- Eduard von Graf (1854–1916), deutscher Generalleutnant
- Elfi Graf (* 1952), österreichische Schlagersängerin
- Elisabeth Graf (* 1956), deutsche Altistin, Sängerin sowie Gesangsdozentin und Gesangspädagogin
- Elisabeth Graf-Riemann (* 1958), deutsche Schriftstellerin und Redakteurin
- Emil Graf (Sänger) (1886–1958), deutscher Sänger (Tenor)
- Emil Graf (Politiker) (1890–1955), Schweizer Politiker (BGB)
- Emil Graf (Maler) (1901–1980), Schweizer Maler
- Emil Graf (Synchronsprecher), deutscher Synchronsprecher
- Emil Friedrich Graf (1845–1924), Schweizer Zeichner und Lithograf
- Emma Graf (1865–1926), Schweizer Frauenrechtlerin
- Engelbert Graf (1922–2007), deutscher Apotheker und Hochschullehrer
- Erich Graf (Maler, 1925) (Graf von Gimbsheim; 1925–2003), deutscher Maler und Zeichner
- Erich Graf (Maler, 1947) (* 1947), deutscher Maler
- Erich Graf (Skeletonpilot), Schweizer Skeletonpilot
- Erika Graf (* 1977), uruguayische Schwimmerin
- Ernst Graf (Philologe) (1861–1940), deutscher Klassischer Philologe und Gymnasiallehrer
- Ernst Graf (Mediziner) (1869–1938), deutscher Militär-/Sanitätsarzt und Hochschullehrer
- Ernst Graf (Politiker) (1884–1949), Schweizer Politiker (FDP)
- Ernst Graf (Musiker) (1886–1937), Schweizer Organist und Musikpädagoge
- Ernst Graf (Dirigent) (1907–1992), Schweizer Dirigent
- Ernst Graf (Landschaftsarchitekt) (1909–1962), Schweizer Landschaftsarchitekt
- Ernst Graf (Maler) (1909–1988), Schweizer Maler und Grafiker
- Ernst Graf (Schrittmacher), deutscher Schrittmacher im Radsport
- Ernst Graf-Imhof (1861–1927), Schweizer Kartograf
- Ernst Otto Graf (1877–1940), Schweizer Politiker (FDP)
- Esther Graf (Judaistin) (* 1970), österreichische Judaistin und Kunsthistorikerin
- Esther Graf (* 1998), österreichische Sängerin und Model
- Eugen Graf (1873–1923), deutscher Politiker
- Eva Graf (später Eva Ring; 1936–2001), deutsche Tischtennisspielerin

### F
- Felix Graf (* 1993), deutscher Schachspieler
- Ferdinand Graf (Botaniker) (1833–1877), k. k. österreichischer Botaniker
- Ferdinand Graf (1907–1969), österreichischer Politiker (ÖVP)
- Ferry Graf (1931–2017), österreichisch-finnischer Sänger
- Fidelis Graf (1827–1901), deutscher Jurist und Politiker, MdR
- Flavio Graf (* 2002), Schweizer Unihockeyspieler
- Florian Graf (Politiker, 1890) (1890–1951), österreichischer Politiker (CSP)
- Florian Graf (Politiker, 1973) (* 1973), deutscher Politiker (CDU)
- Florian Graf (Künstler) (* 1980), deutsch-schweizerischer Künstler und Architekt
- Florian Graf (Schauspieler) (* 1987), österreichischer Schauspieler
- Florian Graf (Biathlet) (* 1988), deutscher Biathlet
- Franz Graf (Politiker, 1837) (1837–1921), österreichischer Industrieller und Politiker
- Franz Graf (Maler) (1840–1915), deutscher Ingenieur, Maler, Dichter und Schriftsteller
- Franz Graf (Chemiker) (1865–nach 1930), deutscher Hydrochemiker
- Franz Graf (Künstler, 1880) (1880–1968), böhmischer Maler und Radierer
- Franz Graf (Politiker, 1900) (1900–1956), deutscher Politiker (FDP)
- Franz Graf (Fußballspieler), deutscher Fußballspieler
- Franz Graf (Tiermediziner) (1934–2021), deutscher Tiermediziner und Hochschullehrer
- Franz Graf (Künstler, 1954) (* 1954), österreichischer Konzeptkünstler.
- Franz Graf (Architekt) (* 1958), Schweizer Architekt und Hochschullehrer
- Franz Graf (Politiker, 1961) (* 1961), österreichischer Politiker (FPÖ), Landtagsabgeordneter in Oberösterreich
- Franz Graf-Stuhlhofer (* 1955), österreichischer Historiker und Theologe
- Franz Xaver Graf (1913–2001), deutscher Geodät und Leiter der Bayerischen Vermessungsverwaltung
- Friedrich Graf (Politiker, 1806) (1806–1874), deutscher Gutsbesitzer und Politiker
- Friedrich Graf (Politiker, 1835) (1835–1921), österreichischer Politiker, Tiroler Landtagsabgeordneter
- Friedrich Graf (Heimatforscher) (1858–1929), deutscher Heimatforscher, Lehrer und Politiker
- Friedrich Graf (Politiker, 1880) (1880–1954), deutscher Politiker (Zentrum, BCSV, CDU)
- Friedrich Graf (Ruderer), deutscher Ruderer
- Friedrich Alexander Graf (1770–1835), deutscher Geistlicher und Autor
- Friedrich Hartmann Graf (1727–1795), deutscher Komponist
- Friedrich Wilhelm Graf (* 1948), deutscher Theologe und Ethiker
- Fritz Graf (Landrat) (1872–1928), deutscher Verwaltungsjurist und Polizeipräsident
- Fritz Graf (Förster) (1885–1932), Schweizer Forstwirt und Verbandsfunktionär
- Fritz Graf (Politiker, 1892) (1892–1976), deutscher Politiker (DVP), MdL Württemberg-Hohenzollern
- Fritz Graf (Unternehmer) (1899–1981), Schweizer Druckereigründer
- Fritz Graf (Politiker, 1900) (1900–nach 1967), deutscher Politiker (CDU), MdA Berlin
- Fritz Graf (Politiker, 1914) (1914–nach 1977), Schweizer Jurist, Anwalt und Politiker
- Fritz Graf (Schiedsrichter) (1922–2017), US-amerikanischer AFL- und NFL-Schiedsrichter
- Fritz Graf (Philologe) (* 1944), Schweizer Klassischer Philologe

### G
- Gabriela Zingre-Graf (* 1970), Schweizer Skirennfahrerin
- Gabriele Graf (Produzentin) (* 1957), deutsche Filmproduzentin
- Gabriele Graf (Politikerin) (* 1968), österreichische Politikerin (ÖVP)
- Georg Graf (Architekt) (1869–1942), deutscher Architekt und Maler
- Georg Graf (Orientalist) (1875–1955), deutscher Theologe und Orientalist
- Georg Graf (Richter) (1906–1977), deutscher Jurist
- Georg Graf (Jurist) (* 1962), österreichischer Jurist, Rechtsphilosoph und Historiker
- Georg Graf (Musiker) (* 1965), österreichischer Multiinstrumentalist
- Georg Artmann-Graf (* 1942), Schweizer Biologe
- Georg Engelbert Graf (1881–1952), deutscher Politiker (SPD), Dozent und Autor
- Gerhard Graf (Maler) (1883–1958), deutscher Maler und Kunstpädagoge
- Gerhard Graf (Fußballspieler) (1921–1962), deutscher Fußballspieler und -trainer
- Gerhard Graf (Politiker) (1921–1983), deutscher Kommunalpolitiker, Beigeordneter und Bürgermeister der Stadt Freiburg im Breisgau
- Gerhard Graf (Theologe) (* 1943), deutscher Theologe und Kirchenhistoriker
- Gerhard Graf-Martinez (* 1952), deutscher Gitarrist und Komponist
- Gian Michele Graf (* 1962), Schweizer Physiker
- Gismo Graf (* 1992), deutscher Jazzmusiker, Bandleader und Komponist
- Gottfried Graf (1881–1938), deutscher Maler und Holzschneider
- Gottfried Holzer-Graf (* 1950), österreichischer Organist und Hochschullehrer
- Gudrun Graf (* 1958), österreichische Diplomatin
- Guido Graf (Politiker) (* 1958), Schweizer Politiker (CVP)
- Guido Graf (Handballspieler) (* 1977), österreichisch-schweizerischer Handballspieler
- Günter Graf (Politiker, 1934) (1934–2022), stellvertretender Minister für Erzbergbau, Metallurgie und Kali der DDR
- Günter Graf (Politiker, 1941) (* 1941), deutscher Politiker (SPD), MdB
- Günther Graf (* 1943), österreichischer Klarinettist

### H
- Haakon Graf (* 1955), norwegischer Jazzmusiker
- Hannes Zaugg-Graf (1966–2025), Schweizer Politiker (GLP)
- Hans Graf (Architekt, 1883) (1883–1945), deutscher Architekt
- Hans Graf (Politiker) (1890–1968), deutscher Politiker, Bürgermeister und NSDAP-Kreisleiter
- Hans Graf (Tiermediziner) (1898–1967), Schweizer Tierarzt und Hochschullehrer
- Hans Graf (Journalist) (1905–1982), Schweizer Journalist
- Hans Graf (Pfarrer) (1914–1989), Schweizer evangelisch-reformierter Pfarrer, Theologe, Dichter und Illustrator
- Hans Graf (Fussballspieler, I), Schweizer Torwart
- Hans Graf (Landschaftsarchitekt) (1919–2014), Schweizer Landschaftsarchitekt
- Hans Graf (Architekt, 1921) (1921–nach 1991), Schweizer Architekt
- Hans Graf (Fußballspieler, 1923) (1923–1977), deutscher Fußballspieler
- Hans Graf (Pianist) (1928–1994), österreichischer Pianist und Pädagoge
- Hans Graf (Zahnmediziner) (1934–2015), Schweizer Zahnarzt und Hochschullehrer
- Hans Graf (Dirigent) (* 1949), österreichischer Dirigent
- Hans-Georg Graf (Ingenieur) (1924–2012), deutscher Ingenieur
- Hans Georg Graf (Wirtschaftswissenschaftler) (* 1938), deutscher Wirtschaftswissenschaftler
- Hans Jakob Graf (1854–1925), Schweizer Maler und Zeichner
- Hans-Ludwig Graf (* 1955), deutscher Hochschullehrer für Mund-, Kiefer- und Gesichtschirurgie
- Hans Peter Graf (* 1954), Schweizer Pianist, Organist und Komponist
- Hans Rudolf Graf (* 1962), Geologe
- Hans Ulrich Graf (1922–2010), Schweizer Politiker (SVP) und Verleger
- Hanswalter Graf (* 1961), Schweizer Bildhauer
- Hans-Wolfgang Graf (* 1949/1950), deutscher Sänger (Tenor)
- Harry Graf (* vor 1929/1932), deutscher Schlagersänger
- Heinrich Graf (Fotograf) (1835–1906), deutscher Fotograf
- Heinrich Graf (Mathematiker) (1897–1984), deutscher Mathematiker
- Heinrich Graf (Gewichtheber), Schweizer Gewichtheber
- Heinrich Graf (Architekt) (1930–2010), Schweizer Architekt
- Heinrich Maria Graf (1758–1822), deutscher Geistlicher und Politiker
- Heinz-Otto Graf (* vor 1945), deutscher Bratschist und Hochschullehrer
- Hella Graf (1902–1991), deutsche Schauspielerin und Synchronregisseurin
- Helmut Graf (Fußballspieler, 1946) (* 1946), deutscher Fußballspieler
- Helmut Graf (Psychotherapeut) (* 1954), österreichischer Psychotherapeut
- Helmut Graf (Fußballspieler, 1963) (* 1963), österreichischer Fußballspieler
- Henrich Graf (1778–1858), deutscher Gutsbesitzer und Politiker
- Herbert Graf (Regisseur) (1903–1973), österreichisch-US-amerikanischer Opernregisseur
- Herbert Graf (Staatswissenschaftler) (1930–2019), deutscher Staatswissenschaftler und Autor
- Herbert Graf (Politiker) (* 1947), österreichischer Ingenieur und Politiker (FPÖ)
- Hermann Graf (Architekt, 1869) (1869–1951), deutscher Architekt
- Hermann Graf (Architekt, 1887) (1887–1970), deutscher Architekt
- Hermann Graf (Politiker) (1893–1965), Schweizer Landwirt und Politiker
- Hermann Graf (Jagdflieger) (1912–1988), deutscher Jagdflieger
- Hermann Eugen Graf (1873–1940), deutscher Maler
- Herta Graf (1911–1996), deutsche Schriftstellerin
- Herwig Udo Graf (1940–2023), österreichischer Architekt
- Holger Graf (* 1985), deutscher Mathematiker und Hochschullehrer
- Hugo Graf (1844–1914), deutscher Kunsthistoriker und Museumsdirektor
- Hulda Graf (1879–1944), deutsche Politikerin (USPD, SPD), MdL Braunschweig

### I
- Ilse Graf (* 1955), österreichische Politikerin (SPÖ), Landtagsabgeordnete
- Inge Graf (* 1949), österreichische Medienkünstlerin, siehe GRAF+ZYX
- Ingo Graf (* 1938), deutscher Schlagersänger, siehe Hartwig Runge
- Ivan Graf (* 1987), kroatischer Fußballspieler

### J
- Jakob Graf (Schultheiss), Schweizer Politiker, Schultheiss von Winterthur
- Jakob Graf (Politiker) (1824–1887), Schweizer Politiker
- Jakob Graf (Schauspieler) (* 1983), deutscher Schauspieler
- Jan Graf (* 1973), deutscher Musiker, Autor und Hörfunksprecher
- Jannik Graf (Regisseur) (* 1995), deutscher Theaterregisseur und Autor
- Jannik Graf (Fußballspieler) (* 2004), deutscher Fußballspieler
- Jasmin Graf (* 1986), deutsche Sängerin
- Johann Graf (Komponist) (1684–1750), deutscher Komponist
- Johann Graf (Architekt) (1860–1918), deutscher Architekt und Baumeister
- Johann Graf (Fotograf), deutscher Fotograf
- Johann Graf (Widerstandskämpfer) (1906–1944), österreichischer Widerstandskämpfer
- Johann Graf (Unternehmer) (* 1947), österreichischer Unternehmer
- Johann Baptist Graf (Mediziner) (1763–1819), deutscher Mediziner
- Johann Baptist von Graf (1798–1882), deutscher Jurist und Politiker
- Johann Heinrich Graf (1852–1918), Schweizer Mathematiker
- Johann Hieronymus Graf (1648–1729), deutscher Musikwissenschaftler, Kantor und Komponist
- Johann Jakob Graf (1781–1847), Schweizer Kaufmann
- Johannes Graf (Politiker) (1714–1787), Schweizer Politiker und Gutsherr
- Johannes Graf (Maler) (1837–1917), deutscher Maler
- Johannes Graf (Musiker) (1853–1923), deutscher Kirchenmusiker und Chorleiter
- Johannes Graf (Grafiker) (* 1960), deutscher Grafiker und Hochschullehrer
- John Graf (* 1968), kanadischer Rugby-Union-Spieler
- Josef Graf (Jurist) (1778–1864), österreichischer Jurist
- Josef Graf (Journalist) (1847–??), österreichischer Journalist und Herausgeber
- Josef Graf (Architekt) (1874–1947), deutscher Architekt
- Josef Graf (Musiker) (1904–1984), österreichischer Sänger und Komponist
- Josef Graf (Politiker) (1912–2000), österreichischer Politiker (SPÖ)
- Josef Graf (Bischof) (* 1957), deutscher Geistlicher und Weihbischof in Regensburg
- Joseph Graf, deutsch-russischer römisch-katholischer Geistlicher und Märtyrer
- Jörg Graf (* 1966), deutscher Medienmanager
- Julius Graf (1884–1968), deutscher Maler
- Jürgen Graf (Journalist) (1927–2007), deutscher Journalist
- Jürgen Graf (Holocaustleugner) (1951–2025), Schweizer Holocaustleugner
- Jürgen Graf (Schachspieler) (* 1963), deutscher Schachspieler
- Jürgen-Peter Graf (* 1952), deutscher Richter

### K
- Karin Graf (* 1952), deutsche Literaturagentin und Übersetzerin
- Karl Graf (Maler, 1859) (1859–1925), österreichischer Maler
- Karl Graf (Politiker, 1863) (1863–1924), deutscher Politiker (Zentrum)
- Karl Graf (Politiker, 1869) (1869–1931), österreichischer Politiker
- Karl Graf (General) (1883–1948), deutscher Generalleutnant
- Karl Graf (Maler, 1902) (1902–1986), deutscher Maler, Grafiker und Verleger
- Karl Graf (Skirennfahrer) (1904–1993), Schweizer Skirennfahrer
- Karl Graf (Fußballspieler) (1906–1955), österreichischer Fußballspieler
- Karl Graf (Politiker, 1919) (1919–1998), österreichischer Politiker (SPÖ)
- Karl Graf (Politiker, 1920) (1920–2007), deutscher Politiker (DP) und Landrat
- Karl Graf (Leichtathlet) (* 1950), deutscher Ultraläufer
- Karl Krejci-Graf (1898–1986), österreichischer Geologe und Paläontologe
- Karl Ernst Graf (1885–1959), Schweizer Maler
- Karl Heinrich Graf (1815–1869), deutscher Theologe und Orientalist
- Karl-Heinz Graf, deutscher Basketballtrainer und -spieler
- Karl Josef Graf (1895–1964), deutscher Lehrer und Politiker (NSDAP)
- Katharina Graf (1873–1936), österreichische Politikerin (SDAP)
- Katharina Graf-Janoska (* 1988), österreichische Moderatorin und Autorin
- Kathrin Graf (* 1942), Schweizer Musikerin und Sängerin (Sopran)
- Klaus Graf (Unternehmer) (1929/30–2014), deutscher Unternehmer
- Klaus Graf (Historiker) (* 1958), deutscher Historiker
- Klaus Graf (Produzent) (* 1958), österreichischer Filmproduzent
- Klaus Graf (Musiker) (* 1964), deutscher Saxophonist
- Klaus Graf (Rennfahrer) (* 1969), deutscher Automobilrennfahrer
- Kurt Graf (Schriftsteller) (1883–1954), deutscher Schriftsteller
- Kurt Graf (Wirtschaftsjurist) (1885–1955), deutscher Wirtschaftsjurist
- Kurt Graf (Politiker), deutscher Politiker (SPD), MdL Sachsen
- Kurt Graf (Fotograf) (1953–2017), Schweizer Industrie-, Nutz- und Wildtierfotograf
- Kurt Graf-Byland (1916–1996), Schweizer HNO-Arzt
- Kurt Müller-Graf (1913–2013), deutscher Schauspieler und Festspielintendant

### L
- Leopold Graf (1904–1987), deutscher Politiker (CDU)
- Lisa Graf (* 1992), deutsche Schwimmerin
- Luca Graf (Unihockeyspieler) (* 1990), Schweizer Unihockeyspieler
- Luca Maria Graf (* 1999), deutsche Fußballspielerin
- Ludwig Graf (Maler) (1838–1894), österreichischer Maler
- Ludwig Graf (Politiker) (1880–1962), deutscher Politiker (DemP, FDP)
- Ludwig Graf (Jurist) (1903–nach 1960), deutscher Jurist, Staatsanwalt und Direktor des Münchener Landgerichts
- Ludwig Graf (Physiker) (1904–nach 1955), deutscher Metallphysiker und Hochschullehrer
- Ludwig Graf (Moderator) (1940–2023), Moderator und Lehrer im Schulfernsehen
- Ludwig Ferdinand Graf (1868–1932), österreichischer Maler
- Lukas Graf (* 1994), österreichischer Fußballspieler
- Lutz Graf (Bildhauer) (* 1952), deutscher Bildhauer
- Lutz Graf (1953–2025), deutscher Theaterregisseur

### M
- Madeleine Graf-Rudolf (* 1957), Schweizer Politikerin (Grüne)
- Manfred Graf (* 1942), deutscher Maler und Grafiker
- Manuel Graf (* 1978), deutscher Künstler
- Marc Graf (Manager) (1921–2002), Schweizer Wirtschaftsmanager
- Marc Graf (* 1962), Schweizer Psychiater
- Marco Dominik Graf (* 1994), Schweizer Regisseur
- Marcus Graf (* 1974), deutscher Kultur- und Kunstwissenschaftler
- Margareta Graf († 1617), Schweizer Benediktinerin und Meisterin des Klosters Hermetschwil
- Margit Graf (* 1951), österreichische Rennrodlerin
- Maria Graf (* 1956), deutsche Harfenistin
- Marianne Graf (* 1951), österreichische Entwicklungshelferin
- Marion Graf (* 1954), Schweizer Übersetzerin, Literaturkritikerin und Herausgeberin
- Markus Graf (Manager) (1949–2018), Schweizer Architekt und Manager
- Markus Graf (* 1953), Schweizer Schauspieler
- Markus Graf (Eishockeyspieler) (* 1959), Schweizer Eishockeyspieler und -trainer
- Markus Graf (Leichtathlet) (* 1961), Schweizer Leichtathlet
- Markus Graf (Politiker) (* 1970), Schweizer Politiker (SVP)
- Markus Graf (Reiter) (* 1974), Schweizer Dressurreiter und Reitlehrer
- Marlies Graf-Dätwyler (1943–2020), Schweizer Filmemacherin
- Martin Graf (Politiker, 1954) (* 1954), Schweizer Politiker (GPS) und Entwicklungshelfer
- Martin Graf (* 1960), österreichischer Politiker (FPÖ)
- Martin Graf (Naturbahnrodler) (* 1982), italienischer Naturbahnrodler
- Marvin Graf (* 1995), Schweizer Fußballspieler
- Mathias Graf (* 1996), österreichischer Skirennläufer und Freestyle-Skier
- Matthias Graf (1903–1994), deutsches SS-Mitglied
- Max Graf (Musikhistoriker) (1873–1958), österreichischer Musikhistoriker und -kritiker
- Max Graf (Geistlicher) (1884–1945), deutscher katholischer Pfarrer und Opfer des Nationalsozialismus
- Max Graf (Fotograf) (1923–1997), Schweizer Industriefotograf und Maler
- Max Graf (Architekt) (1926–2020), Schweizer Architekt
- Maximilian Graf (* 1984), österreichischer Historiker
- Maxl Graf (1933–1996), deutscher Schauspieler und Sänger
- Maya Graf (* 1962), Schweizer Politikerin (Grüne)
- Michael Graf Münster (* 1957), deutscher Kirchenmusiker und Theologe
- Miranda Graf (* 1969), Schweizer Minigolferin
- Mirosław Graf (* 1959), polnischer Skispringer, Erfinder des V-Stils
- Muriel Leonie Graf (* 1991), deutsche Schauspielerin

### N
- Nele Graf (* 1977), deutsche Hochschullehrerin und Sachbuchautorin
- Nicholas Graf (* 1983), südafrikanischer Eishockeyspieler
- Nico Graf (* 1985), deutscher Radrennfahrer
- Nicole Graf (* 1965), deutsche Wirtschaftswissenschaftlerin, Hochschullehrerin und -Rektorin
- Nina Graf (Radsportlerin) (* 1998), deutsche Mountainbikerin
- Miu (Sängerin), Sängerin aus Hamburg (bürgerlicher Name)
- Norbert Graf (* 1956), deutscher Kinderarzt, Hämatologe, Onkologe und Hochschullehrer

### O
- Olga Borissowna Graf (* 1983), russische Eisschnellläuferin
- Oliver Graf (Schriftsteller) (* 1970), österreichischer Schriftsteller
- Oliver Graf (Fußballspieler) (* 1978), österreichischer Fußballspieler
- Oliver Graf (Manager) (* 1981), deutscher Kulturmanager und Schauspieler
- Oskar Graf (Maler) (1873–1958), deutscher Maler
- Oskar Graf (Politiker) (1882–1942), deutscher Politiker (SPD)
- Oskar Maria Graf (1894–1967), deutscher Schriftsteller
- Otto Graf (Lehrer) (1877–1940), Schweizer Lehrer, Verbandsfunktionär und Politiker
- Otto Graf (Bauingenieur) (1881–1956), deutscher Bauingenieur und Materialwissenschaftler
- Otto Graf (Maler) (1882–1950), deutscher Maler
- Otto Graf (Politiker, 1892) (1892–1971), deutscher Politiker (KPD, SPD)
- Otto Graf (Mediziner) (1893–1962), deutscher Arbeitsmediziner und Physiologe
- Otto Graf (Politiker, 1894) (1894–1953), deutscher Politiker (BVP)
- Otto Graf (Schauspieler) (1896–1977), deutscher Schauspieler und Theaterregisseur
- Otto Antonia Graf (1937–2020), österreichischer Kunsthistoriker

### P
- Paul Graf (Mediziner) (1878–1961), deutscher Chirurg
- Paul Graf (Bildhauer) (1879–1917), deutscher Bildhauer
- Paul Graf (Unternehmer) (1930–2005), Schweizer Unternehmer
- Paul Edmund Graf (1866–1903), schwedischer Maler
- Peter Graf (Politiker, 1874) (1874–1947), deutscher Politiker (BVP)
- Peter Graf (Architekt), deutscher Architekt
- Peter Graf (Politiker, 1886) (1886–1977), österreichischer Politiker (SPÖ)
- Peter Graf (Maler) (* 1937), deutscher Maler
- Peter Graf (Tennistrainer) (1938–2013), deutscher Tennistrainer und -manager
- Peter Graf (Pädagoge) (* 1943), deutscher Philologe, Theologe und Pädagoge
- Peter-Lukas Graf (* 1929), Schweizer Flötist
- Philipp Graf (Maler) (1874–1947), deutscher Maler
- Philipp Christoph Graf (1737–1773), deutscher Theologe
- Priska Seiler Graf (* 1968), Schweizer Politikerin (SP)

### R
- Rahel Graf (* 1989), Schweizer Fußballspielerin
- Rainer Graf (Botaniker) (1811–1872), österreichischer Botaniker
- Rainer Graf (Fußballspieler) (* 1958), deutscher Fußballspieler
- Rainer Graf (Leichtathlet) (* 1961), deutscher Langstreckenläufer
- Reinhard Graf (* 1946), österreichischer Orthopäde und Hochschullehrer
- Rena Graf (* 1966), deutsche Schachspielerin
- Richard Graf (* 1967), österreichischer Musiker
- Robert Graf (Kunsthistoriker) (1878–1952), österreichischer Kunsthistoriker
- Robert Graf (Kanute) (1906–1988), US-amerikanischer Kanute
- Robert Graf (Schauspieler) (1923–1966), deutscher Schauspieler
- Robert Graf (Politiker) (1929–1996), österreichischer Politiker (ÖVP)
- Robert Graf (Produzent) (* 1964), US-amerikanischer Filmproduzent
- Roger Graf (* 1958), Schweizer Schriftsteller
- Roland Graf (Heimatforscher) (* 1941), deutscher Heimatforscher und -pfleger
- Roland Graf (Chemiker) (* 1961), Schweizer Chemiker, katholischer Geistlicher und Bioethiker
- Roland Felix Graf (* 1972), Schweizer Umweltwissenschaftler und Hochschullehrer für Wildtierökologie und -management
- Rolf Graf (Pianist) (1931–2011), Schweizer Pianist
- Rolf Graf (1932–2019), Schweizer Radrennfahrer
- Rolf Graf (Sänger) (1960–2013), norwegischer Sänger und Komponist
- Roman Graf (* 1978), Schweizer Schriftsteller
- Rosalia Graf (1897–1944), österreichische Widerstandskämpferin
- Rudi Graf (* 1949), deutscher Radrennfahrer
- Rüdiger Graf (* 1975), deutscher Historiker
- Rudolf Graf (Politiker) (1910–1979), österreichischer Politiker (ÖVP)
- Rudolf Graf (Skirennfahrer) (1922–1989), Schweizer Skirennfahrer
- Rudolf Graf (Maler) (1936–1981), deutscher Maler und Grafiker
- Ruth Faller Graf (* 1969), Schweizer Politikerin

### S
- Sabine Graf (Gewerkschafterin) (* 1960), deutsche Gewerkschafterin und Mitglied der 17. Bundesversammlung
- Sabine Graf (Kunstkritikerin) (* 1962), deutsche Kunstkritikerin
- Sabine Graf (Archivarin) (* 1965), deutsche Archivarin und Historikerin
- Sabine Graf (Malerin) (* 1981), deutsche Malerin und Zeichnerin
- Sabine Graf-Westhoff (* 1969), deutsche Duathletin und Triathletin, siehe Sabine Westhoff
- Sandra Graf (* 1969), Schweizer Leichtathletin
- Selina Graf (* 1994), österreichische Schauspielerin
- Selma Graf (1928–2013), schweizerisch-deutsche Autorin, Übersetzerin und Schauspielerin, siehe Selma Urfer
- Selma Elisabeth Graf (1887–1942), Opfer des Holocaust
- Sepp Graf (1921–2008), österreichischer Sportjournalist
- Siegfried Graf (* 1949), deutscher Mathematiker und Hochschullehrer
- Siegmund Graf (1801–1838), österreichischer Botaniker und Chemiker
- Simon Graf (1603–1659), deutscher Geistlicher und Kirchenlieddichter
- Sonja Graf (1908–1965), deutsche Schachspielerin
- Sophie Glättli-Graf (1876–1951), Schweizer Frauenrechtlerin
- Stefan Graf (Diplomat) (* 1956), deutscher Diplomat
- Stefan Graf (Biologe) (* 1961), deutscher Molekularbiologe und Journalist
- Stefan Graf (Schauspieler) (* 1981), Schweizer Schauspieler
- Steffi Graf (* 1969), deutsche Tennisspielerin
- Stephanie Graf (* 1973), österreichische Leichtathletin
- Susanne Graf (* 1992), deutsche Politikerin (Piratenpartei)
- Suse Graf (1915–2009), deutsche Schauspielerin

### T
- Tanja Graf (Verlegerin) (* 1962), deutsche Verlegerin und Verlagslektorin
- Tanja Graf (Politikerin) (* 1975), österreichische Unternehmerin und Politikerin (ÖVP)
- Theodor Graf (1840–1903), österreichischer Teppich- und Kunsthändler
- Theophil Graf (1905–nach 1977), Schweizer Ordensgeistlicher (OFMCap) und Ordenshistoriker
- Thomas Graf (Geistlicher) (1787–1840), deutscher katholischer Geistlicher
- Thomas Graf (Biologe) (* 1944), österreichischer Virologe und Krebsforscher
- Thomas Graf (Fußballspieler) (* 1966), deutscher Fußballspieler
- Thomas Graf (Musiker) (* 1967), deutscher Trompeter, Gitarrist, Sänger und Arrangeur
- Thomas Graf (Naturbahnrodler), italienischer Naturbahnrodler
- Thomas Aquinas Graf (1902–1941), deutscher Benediktinermönch und Abt von Schweiklberg
- Timo Graf (* 2004), Schweizer Unihockeyspieler
- Tobias Graf (Musiker) (1979–2014), deutscher Schlagzeuger und Unternehmer
- Tobias Graf (Radsportler) (* 1984), deutscher Radsportler

### U
- Ulla Graf-Nobis (1939–2016), deutsche Pianistin und Hochschullehrerin
- Ulrich Graf (Politiker, 1878) (1878–1950), deutscher Politiker (NSDAP), Reichstagsabgeordneter
- Ulrich Graf (Mathematiker) (1908–1954), deutscher Mathematiker und Statistiker
- Ulrich Graf (Politiker, 1912) (1912–2006), deutscher Jurist und Politiker (FDP)
- Ulrich Graf (Rennfahrer) (1946–1977), Schweizer Motorradrennfahrer
- Ulrike Graf (* 1963), deutsche Erziehungswissenschaftlerin und Hochschullehrerin
- Urs Graf der Ältere (um 1485–1528), Schweizer Glasmaler, Kupferstecher, Zeichner und Goldschmied
- Urs Graf der Jüngere (1512–1559), Schweizer Goldschmied
- Urs Graf (Architekt) (1934–2021), Schweizer Architekt
- Urs Graf (Filmemacher) (* 1940), Schweizer Filmemacher
- Urs Graf (Maler) (1942–2016), Schweizer Maler und Zeichner
- Urs Graf (Politiker) (* 1957), Schweizer Politiker (SP)

### V
- Verena Graf (* 1972), österreichische Politikerin, Landtagsabgeordnete der Steiermark

### W
- Walter Graf (Musikwissenschaftler) (1903–1982), österreichischer Musikwissenschaftler
- Walter Graf (Bobfahrer) (1937–2021), Schweizer Bobfahrer
- Walter Graf (Bildhauer) (* 1957), deutscher Bildhauer
- Walter H. Graf (1936–2017), österreichisch-schweizerischer Wasserbauingenieur
- Walther Graf (* 1969), deutscher Jurist
- Werner Graf (Literaturwissenschaftler) (* 1949), deutscher Literaturwissenschaftler und Hochschullehrer
- Werner Graf (Politiker)  (* 1980), deutscher Politiker (Bündnis 90/Die Grünen)
- Wilhelm Graf (Unternehmer, 1866) (1866–nach 1926), deutscher Filmverleiher
- Wilhelm Graf (Schriftsteller) (1872–??), deutscher Schriftsteller und Lyriker
- Wilhelm Graf (Politiker) (1902–1944), deutscher Politiker (NSDAP), Bürgermeister von Kelkheim
- Wilhelm Graf (Unternehmer, 1920) (* 1920), deutscher Unternehmer
- Wilhelm Graf (Unternehmer, 1953) (* 1953), deutscher Unternehmer
- Willi Graf (Wilhelm Graf; 1918–1943), deutscher Widerstandskämpfer
- William L. Graf (1947–2019), US-amerikanischer Geograph
- Willy Graf (Wilhelm von Graf; 1881–1965), deutscher Architekt
- Wolfgang Graf (Philologe) (* 1926), deutscher Philologe, Archivar und Autor
- Wolfgang Graf (Ingenieur) (* um 1954), deutscher Ingenieur und Hochschullehrer
- Wolfgang Buchholz-Graf (* 1943), deutscher Psychologe und Hochschullehrer
- Wolfram Graf (Biologe) (* 1960), österreichischer Hydrobiologe und Hochschullehrer
- Wolfram Graf (* 1965), deutscher Komponist, Pianist und Organist
- Wolfram Graf-Rudolf (* 1960/1961), deutscher Zoodirektor